# Loricaria leptothamna
Loricaria leptothamna là một loài thực vật có hoa trong họ Cúc. Loài này được (Mattf.) Cuatrec. mô tả khoa học đầu tiên năm 1954.